# Segretario di Stato del Rhode Island
Il segretario di Stato dell Rhode Island è il capo del dipartimento di Stato, membro del gabinetto del Governatore del Rhode Island. Dal 2015, l'attuale Segretario di Stato per il Rhode Island è Nellie Gorbea.

## Elenco dei Segretari di Stato
Partiti
     Nessun partito
     Federalista
     Democratico-Repubblicano
     Democratico
     Whig
     Repubblicano
Status
     Segretario di Stato facente funzioni
| Nome                   | Periodo        | Partito                  |
| ---------------------- | -------------- | ------------------------ |
| Samuel Eddy            | 1798–1819      | Democratico-Repubblicano |
| Henry Bowen            | 1843–1849      |                          |
| Christopher E. Robbins | 1849–1851      |                          |
| Asa Potter             | 1851–1854      |                          |
| William R. Watson      | 1844–1855      |                          |
| John Russell Bartlett  | 1855–1872      |                          |
| Joshua M. Addeman      | 1872–1887      |                          |
| Edwin D. McGuiness     | 1887–1888      |                          |
| Samuel H. Cross        | 1888–1890      |                          |
| Edwin D. McGuiness     | 1890–1891      |                          |
| George H. Utter        | 1891–1894      | Repubblicano             |
| Charles P. Bennett     | 1894–1909      | Repubblicano             |
| J. Fred Parker         | 1909–1924      | Repubblicano             |
| Ernest L. Sprague      | 1924–1933      | Repubblicano             |
| Louis W. Cappelli      | 1933–1939      | Democratico              |
| J. Hector Paquin       | 1939–1941      | Repubblicano             |
| Armand H. Cote         | 1941–1957      | Democratico              |
| John A. Notte, Jr.     | 1957–1959      | Democratico              |
| August P. LaFrance     | 1959–1973      | Democratico              |
| Robert F. Burns        | 1973–1983      | Democratico              |
| Susan Farmer           | 1983–1987      | Repubblicano             |
| Kathleen S. Connell    | 1987–1993      | Democratico              |
| Barbara Leonard        | 1993–1995      | Repubblicano             |
| James Langevin         | 1995–2001      | Democratico              |
| Edward S. Inman        | 2001–2003      | Democratico              |
| Matthew A. Brown       | 2003–2007      | Democratico              |
| A. Ralph Mollis        | 2007–2015      | Democratico              |
| Nellie Gorbea          | 2015–in carica | Democratico              |